# 트리무스쿨루스속
트리무스쿨루스속(Trimusculus)은 중간 크기의 공기 호흡하는 바다 달팽이 또는 고랑따개비, 해양 유폐류의 복족류 연체동물 속의 하나이다. 트리무스쿨루스상과(Trimusculoidea), 트리무스쿨루스과(Trimusculidae)의 유일한 속이다. 진유폐류에 속하는 해양 유폐류이다.
트리무스쿨루스과 종들은 공기 호흡하는 또다른 해양 고랑따개비과인 고랑따개비과(Siphonariidae) 종들과 아주 가까운 관계에 있지는 않다. 트리무스쿨루스류는 진유폐류에 속하며, 오히려 공기 호흡하는 육상의 달팽이들과 꽤 가까운 관계가 있다.

## 종
트리무스쿨루스속(Trimusculus)에 포함되는 종은 아래와 같다.
- 트리무스쿨루스속 (Trimusculus)
  - Trimusculus afer (Gmelin, 1791)[6]
  - Trimusculus carinatus (Dall, 1870)[7]
  - Trimusculus conicus (Angas, 1867)[8] - synonym: Gadinalea conica (Angas, 1867)
  - Trimusculus costatus (Krauss, 1848)[9]
  - Trimusculus escondidus]] Poppe & Groh, 2009[10]
  - Trimusculus goesi (Hubendick, 1946)[11]
  - Trimusculus kurodai]] Habe, 1958[12]
  - Trimusculus mammillaris (Linnaeus, 1758)[13]
  - Trimusculus mauritianus (Martens, 1880)[14]
  - Trimusculus niveus (Hutton, 1883)[15] - synonym: Gadinalea nivea Hutton, 1883
  - Trimusculus odhneri (Hubendick, 1946)[16]
  - Trimusculus peruvianus (Sowerby II, 1835)[17]
  - Trimusculus reticulatus (Sowerby II, 1835)[18]
  - Trimusculus stellatus (Sowerby II, 1835)[19]
  - Trimusculus yamamotoi]] Habe, 1958[20]